# Isabel de Schönau
Isabel de Schönau (português europeu) ou Elisabeth de Schönau (português brasileiro), também Elizabeth, foi uma monja beneditina e santa da Alemanha. Não foi canonizada oficialmente mas seu nome foi incluído no Martirológio Romano em 1584 e nunca foi removido. É celebrada no dia 18 de junho.

## Vida e obras
Nasceu de uma família pobre com doze anos ingressou na vida religiosa. Professou em 1147 e em 1157 se tornou superiora das monjas na Abadia de Schönau. Levou uma vida ascética, impondo-se uma disciplina de severas penitências e mortificações. Passou boa parte de sua vida aflita por doenças físicas e mentais. Em 1152, depois de um longo período em depressão profunda, começou a experimentar êxtases e visões místicas. Foi discípula de Santa Hildegarda e deixou vários escritos, relatando o que via. Adquiriu fama de santa ainda enquanto viva, mas sua reputação é polêmica entre os estudiosos, e a Igreja não examinou nem tem uma posição oficial sobre seus escritos.
Entre os livros que escreveu estão Visões (três volumes), Liber viarum Dei e Revelações do martírio de Santa Úrsula e seus companheiros.